# Ziegelhausen (Heidelberg)

Mapa da localização de Ziegelhausen em Heidelberg

Ziegelhausen é um distrito de Heidelberg, na saída do vale do rio Neckar afluindo na cidade.

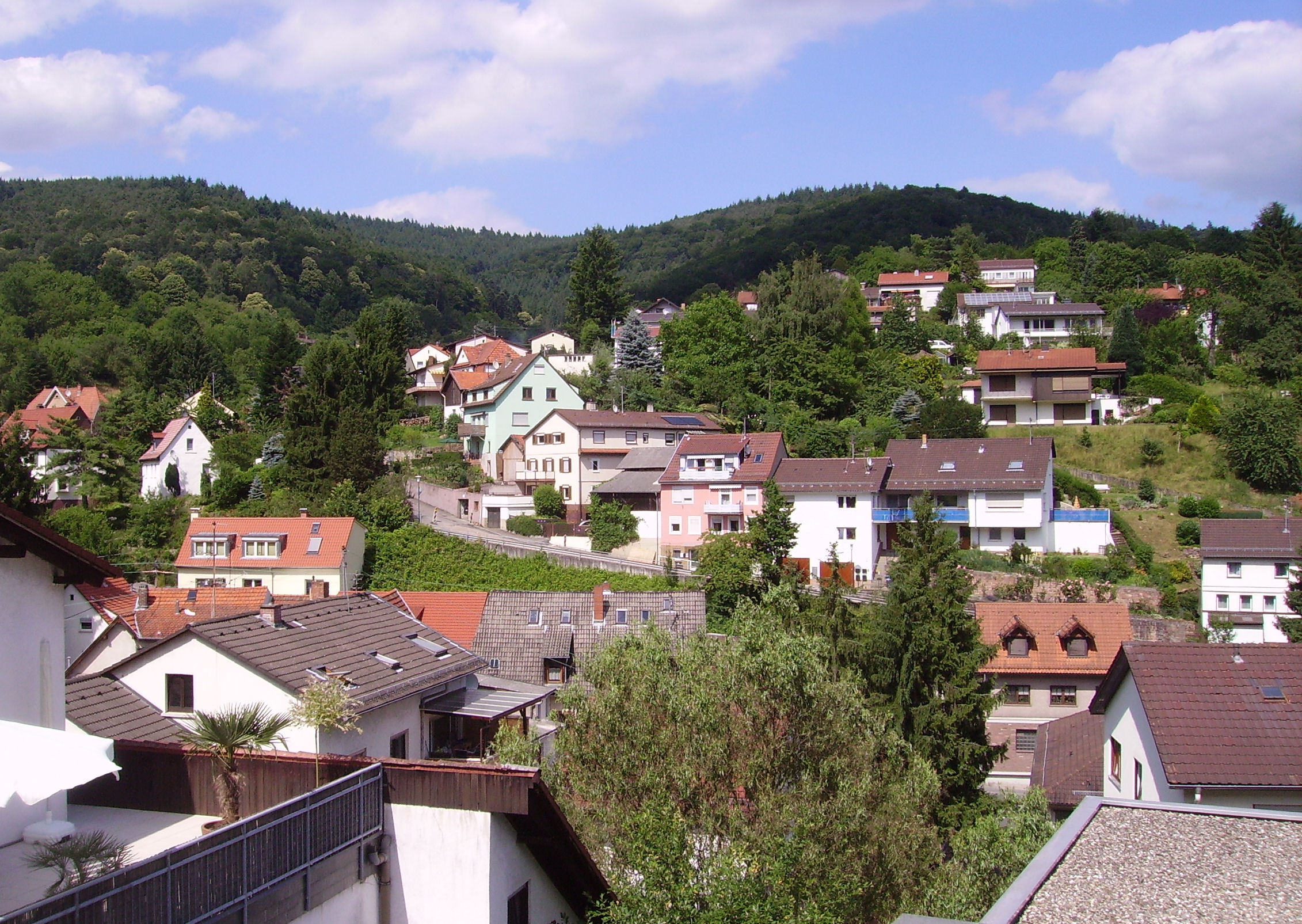
Ziegelhausen